# Colored Women's League
La Colored Women's League (CWL) di Washington era un club femminile organizzato da un gruppo di donne afroamericane nel giugno 1892, con Helen Appo Cook come presidente. La missione principale di questa organizzazione era l'unione nazionale delle donne di colore. Nel 1896 la Colored Women's League e la National Association of Colored Women's Clubs si fusero per formare la National Association of Colored Women, con Mary Church Terrell come prima presidente.

## Storia
Nel giugno del 1892 un gruppo di donne nere di spicco di Washington si incontrò per discutere la creazione di un club dedicato al miglioramento delle condizioni dei bambini neri, delle donne e dei poveri delle città. Alcune di queste donne erano Anna J. Cooper, Helen Appo Cook, Mary Church Terrell, Ida B. Wells, Charlotte Forten Grimké, Mary Jane Patterson, Evelyn Shaw e Jane Eleanor Datcher. Helen Appo Cook fu eletta prima presidente.
La Colored Women's League era una coalizione di 113 organizzazioni e l'obiettivo dell'unità nazionale era in primo piano tra gli obiettivi del club. In una lettera scritta nel 1894 a The Woman's Era, il primo giornale nazionale pubblicato da e per le donne afroamericane, la Cook riportò alcune conquiste della lega. Tra queste: l'organizzazione di una serie di conferenze pubbliche per le ragazze presso le scuole superiori locali e l'Università Howard, la raccolta di 1.935 dollari per la costruzione di una sede per la lega, la creazione di classi di tedesco, letteratura inglese e igiene e l'aver stabilito una scuola di cucito e un ufficio di rammendo con 88 studenti e dieci insegnanti. Anche Mary Church Terrell fornì a questo giornale aggiornamenti sugli sforzi della CWL. Secondo l'attivista e storica Fannie Barrier Williams, questa organizzazione aveva il più grande numero di soci di qualsiasi club femminile afroamericano del Paese.

### Fusioni
Sebbene l'obiettivo primario della CWL fosse l'unità nazionale delle donne di colore, questo traguardo non fu raggiunto fino al 21 luglio 1896, quando venne costituita la National Association of Colored Women's Clubs, risultato della fusione della Colored Women's League e della Federation of Afro-American Women. La fusione delle due organizzazioni fu pubblicamente discussa dalla comunità nera. Molti giornali, tra cui il Leavenworth Herald, pubblicarono sui loro quotidiani opinioni sulla fusione. La Colored Women's League inizialmente rifiutò di aderire alla National Federation of Afro-American Women perché il presidente Cook non aveva l'autorità per impegnare la lega. Tuttavia, l'appello di Josephine St. Pierre Ruffin per proteggere la reputazione delle donne nere influenzò l'agenda politica della CWL. L'appello della Ruffin fu formulato in risposta a un editoriale pubblicato da un giornalista bianco del Sud, in cui l'autore ridicolizzava il carattere morale delle donne nere. Per combattere l'influenza diffusa degli stereotipi negativi sulle donne nere, Margaret Murray Washington, presidente della National Federation of Afro-American Women e Helen A. Cook iniziarono a discutere il consolidamento delle loro due organizzazioni. Dopo la fusione della Colored Women's League e della National Federation of Afro-American Women, Mary Church Terrell fu nominata prima presidente della neonata National Association of Colored Women.

### Rivalità
Entrambe le organizzazioni, la Colored Women's League e la Federation of Afro-American Women, avevano obiettivi simili: migliorare le condizioni delle donne nere, dei bambini e delle persone svantaggiate. Tuttavia, prima della fusione, queste organizzazioni non erano sempre in sintonia. Il fattore principale che contribuiva a questa rivalità era il dibattito su quale organizzazione fosse stata la prima a essere ufficialmente riconosciuta come organizzazione nazionale. Mary Church Terrell, la prima presidente della NACW, spiegava che "sebbene la CWL fosse stata la prima a suggerire l 'esistenza di un'organizzazione nazionale", la prima organizzazione di donne nere a riunirsi effettivamente a livello nazionale era stata la National Federation of Afro-American Women.
Dopo la creazione della NACW, la competizione per la leadership dell'organizzazione nazionale creò un'altra breve rivalità. Ogni organizzazione era rappresentata da sette delegate nel processo elettorale, per cui i pareggi di 7-7 rendevano difficile il processo di voto. Alla fine, all'età di trentatré anni e incinta, Mary Church Terrell della Colored Women's League fu nominata prima presidente della NACW.

### Criticità
Molti membri della Lega, soprattutto quelli che occupavano posizioni di responsabilità, avevano una posizione sociale elevata. Infatti, alcuni definivano i membri della Lega "aristocratici femminili di colore". Per questo motivo, la Lega dovette affrontare diverse critiche. Alcuni sostenevano che l'ideologia dell'elevazione razziale fosse classista. Tuttavia, il successo della CWL ispirò altre donne nere a prendere coscienza della possibilità di creare un fronte unito e a creare i propri club.

## National League of Colored Women
Il 21 luglio 1896 la Colored Women's League si fuse con la National Federation of Afro-American Women per formare la National League of Colored Women. La nuova organizzazione fu creata a Washington D.C. e Mary Church Terrell fu eletta prima presidente. L'organizzazione estese gli obiettivi della Colored Women's League a un programma nazionale per l'affermazione delle donne nere, come segue:
- Unificare le donne di colore a livello nazionale.[2]
- Migliorare le condizioni delle donne nere a livello locale e nazionale.[1]
- Raccogliere tutti i dati disponibili per mostrare “la crescita e i risultati morali, intellettuali, industriali e sociali della nostra gente, promuovere l'unità di intenti, considerare e determinare i metodi che promuoveranno gli interessi della gente di colore [in ogni direzione]”.[6]
- Creare un asilo per la comunità nera.[4]
- Educare i giovani.[10]
- Insegnare corsi serali di letteratura, lingua e altre materie.[4]